# Tim Mertens (Radsportler)

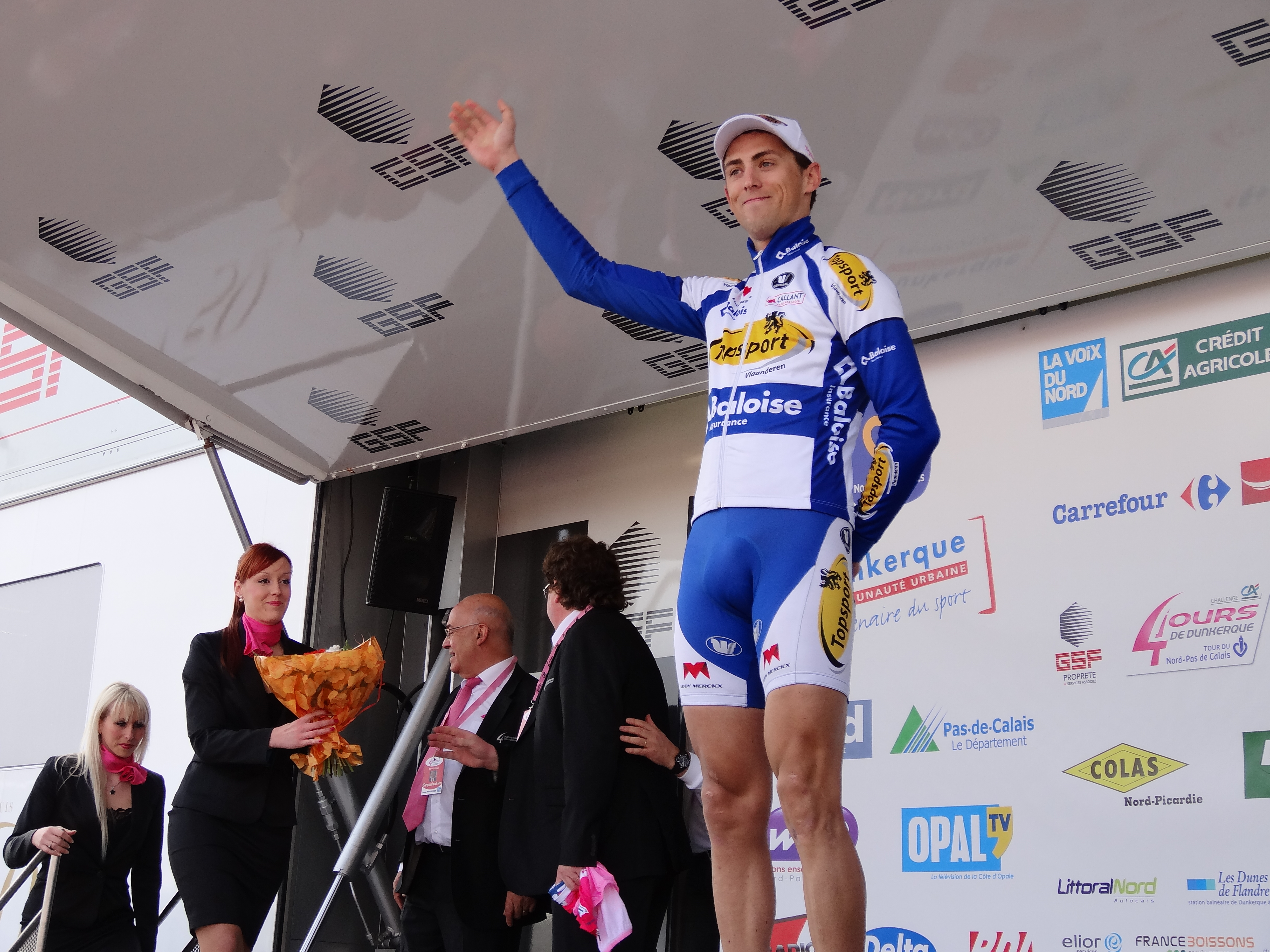
Tim Mertens bei den Vier Tagen von Dünkirchen 2013

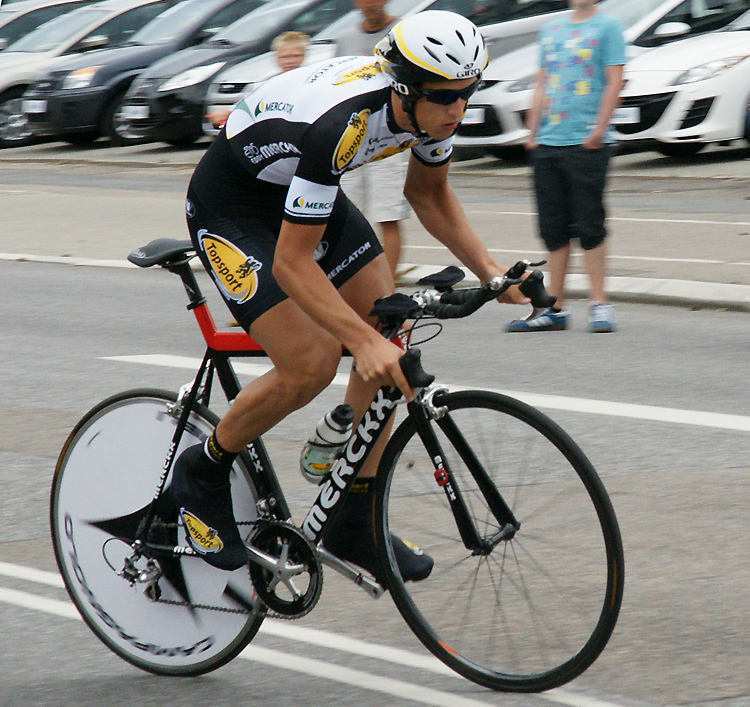
Tim Mertens – Dänemark-Rundfahrt 2009

Tim Mertens (* 7. Februar 1986 in Mechelen) ist ein ehemaliger belgischer Radrennfahrer.

## Karriere
Tim Mertens wurde 2004 auf der Bahnbelgischer Junioren-Bahnradmeister im 1000-m-Zeitfahren, in der Einerverfolgung und im Punktefahren. Bei der Europameisterschaft der Junioren gewann er die Bronzemedaille im Punktefahren und bei der Weltmeisterschaft die Silbermedaille im Madison. Auf der Straße gewann er eine Etappe bei der Junioren-Rundfahrt Keizer der Juniores Koksijde und wurde Zweiter der Gesamtwertung. 2005 wurde Mertens belgischer Meister im Omnium und ein Jahr später in der Mannschaftsverfolgung. In der Saison 2007 gewann er drei Rennen des UIV-Cups und wurde so auch Erster der Gesamtwertung. Bei der U23-Bahnradweltmeisterschaft in Cottbus wurde er Dritter in der Mannschaftsverfolgung. 2007 und 2008 er auf der Straße für das belgische Continental Team Davitamon-Win for Life-Jong Vlaanderen und danach für Topsport Vlaanderen.
Ende der Saison 2013 beendete er seine Karriere als Berufsradfahrer.

## Erfolge
2004
- Belgischer Meister – 1000-m-Zeitfahren (Junioren)
- Belgischer Meister – Einerverfolgung (Junioren)
- Belgischer Meister – Punktefahren (Junioren)

2005
- Belgischer Meister – Omnium

2006
- Belgischer Meister – Mannschaftsverfolgung

2007
- UIV Cup, Rotterdam
- UIV Cup, Berlin
- UIV Cup, Kopenhagen
- Gesamtwertung UIV-Cup

2008
- Belgischer Meister – 1000-m-Zeitfahren
- Belgischer Meister – Omnium
- Belgischer Meister – Scratch
- Weltcup Cali – Madison (mit Ingmar De Poortere)

2009
- Weltcup-Gesamtwertung – Scratch

## Teams
- 2007 Davitamon-Win for Life-Jong Vlaanderen
- 2008 Davitamon-Lotto-Jong Vlaanderen
- 2009 Topsport Vlaanderen-Mercator
- 2010 Topsport Vlaanderen-Mercator
- 2011 Topsport Vlaanderen-Mercator
- 2012 Topsport Vlaanderen-Mercator
- 2013 Topsport Vlaanderen-Baloise